# Tetramorium amium
Tetramorium amium är en myrart som beskrevs av Auguste-Henri Forel 1912. Tetramorium amium ingår i släktet Tetramorium och familjen myror. Inga underarter finns listade i Catalogue of Life.